# Richard Byrd (lotnik)
Richard Evelyn Byrd Jr. (ur. 25 października 1888 w Winchester, zm. 11 marca 1957 w Bostonie) – amerykański lotnik, pionier wypraw polarnych, kontradmirał United States Navy.

## Życiorys
Urodził się 25 października 1888 w Winchester w stanie Wirginia. Latać samolotem nauczył się w czasie I wojny światowej podczas służby w US Navy. Był autorem wielu technik nawigacji nad otwartym morzem.
W 1924 dowodził małym oddziałem polarnym w wyprawie arktycznej komandora D.B. MacMillana na Grenlandię.
9 maja 1926 wraz z Floydem Bennettem dokonał próby przelotu nad biegunem północnym samolotem Fokker F.VII/3m o nazwie Josephine Ford. Start nastąpił w Ny-Ålesund na wyspie Spitsbergen. Piloci oświadczyli, że ich wyczyn zakończył się sukcesem, jednak analiza dzienników pokładowych oraz mechaniczna analiza ich samolotu dostarczyły sporych wątpliwości co do tego faktu. Niemniej jednak, dokonali przelotu w pobliżu bieguna. Mimo tych wątpliwości Byrd zdobył dość duży rozgłos, co pomogło mu w zbieraniu środków na kolejną próbę, najpierw przelot przez Atlantyk do Europy, następnie nad biegunem, ale tym razem nad południowym.
W 1927 roku był jednym z kilku pilotów, którzy zamierzali zdobyć „Orteig Prize”, nagrodę (25 tys. USD) ustanowioną przez milionera Raymonda Orteiga za przelot bez lądowania ze Stanów Zjednoczonych do Francji. Wyprawa Byrda sponsorowana była przez właściciela sklepów wielobranżowych Rodmana Wanamakera, wizjonera lotów komercyjnych przez Atlantyk. Do lotu został użyty Fokker C-2 (wersja cywilna) o nazwie America (nr rejstr. NX-206) zbudowany w USA przez Atlantic Aircraft Corp., była to ulepszona wersja samolotu Fokker F-VIIA. 16 kwietnia podczas startu do lotu testowego samolot rozbił się, raniąc poważnie załogę, w wyniku czego lot przez Atlantyk został opóźniony. W czasie naprawy samolotu okazało się, że lotnik Charles Lindbergh 20 maja 1927 wystartował z Garden City w stanie New York i po 33,5 godziny wylądował w Paryżu, zdobywając tym samym nagrodę Orteiga. Fakt ten nie zniechęcił Byrda i przygotowania do lotu trwały dalej. Samolot został bogato wyekwipowany, co sprawiło, że wyprawa miała charakter raczej ekspedycji naukowej niż sportowej. Jednym z najważniejszych zaplanowanych zadań było zbadanie warunków, w jakich tworzy się szron na skrzydłach samolotu. W skład załogi oprócz komandora Richarda E. Byrda wchodzili: pilot por. Bernt Balchen (Norweg), pilot Bert Acosta oraz inż. Georg Otto Noville – radiotelegrafista. Samolot zabrał ze sobą 5400 litrów paliwa i 160 litrów smarów, dwie tratwy ratunkowe zaopatrzone w żywność na co najmniej trzy tygodnie i urządzenie do destylacji wody. Płatowiec posiadał również radiostację o zasięgu około 800 km. Do samolotu załadowano także worek z pocztą. W dniu 29 czerwca 1927 roku o godzinie 5.25 samolot America wystartował z lotniska Roosevelt Field East Garden City celem przelotu przez Atlantyk i wylądowania w Paryżu. O godz. 15.50 sygnalizowano jego przelot nad południowo-wschodnią częścią wyspy Nowa Fundlandia, nad Oceanem Atlantyckim. Pogoda była fatalna, silny wiatr i gęstniejąca w miarę posuwania się samolotu nad oceanem mgła towarzyszyły załodze przez cały czas lotu. Następnego dnia 30 czerwca rano francuski parowiec transatlantycki „Paris” nie widząc samolotu sygnalizował jego obecność w odległości około 600 km od brzegów Irlandii. O godz. 20.30 meldowano jego przelot nad miastem Brest około 22 nad Rennes. Na nieszczęście już w locie nad ziemią busola w samolocie uległa uszkodzeniu. Zapadł zmrok i zaczął padać silny deszcz tak, że załoga absolutnie nic przed sobą nie widziała.
Poszukiwanie lotniska Le Bourget nie przyniosło pozytywnego rezultatu. Przez pięć godzin załoga krążyła nad północno-zachodnią Francją, nie wiedząc gdzie się znajduje. W końcu obrano przypuszczalny kierunek na ocean aby lądować na wodzie, gdyż kończyła się benzyna. Po godzinie 2 w nocy 1 lipca załoga zobaczyła błysk latarni morskiej i skierowała się w jej stronę, lądując po chwili 200 metrów od brzegu i łamiąc podwozie. Załoga dopłynęła na tratwie pneumatycznej do małej miejscowości Ver-sur-Mer między Cherbourg a Le Havre, na północnym wybrzeżu Francji, gdzie została otoczona troskliwą opieką przez tamtejszych mieszkańców. Po odpoczynku trwającym 16 godz. Byrd i trzej jego towarzysze zostali powitani przez przybyłe do miasteczka władze i wśród wiwatów odwiezieni do Paryża. Lot samolotu Richarda Byrda do Francji trwał 46 godz., był on pierwszym który przeleciał Atlantyk na samolocie wielosilnikowym z czteroosobową załogą i pierwszym który przewiózł oficjalną pocztę do Europy drogą powietrzną. Po powrocie do Ameryki komandor Richard E. Byrd został rekomendowany do nadania mu Zaszczytnego Krzyża Lotniczego.

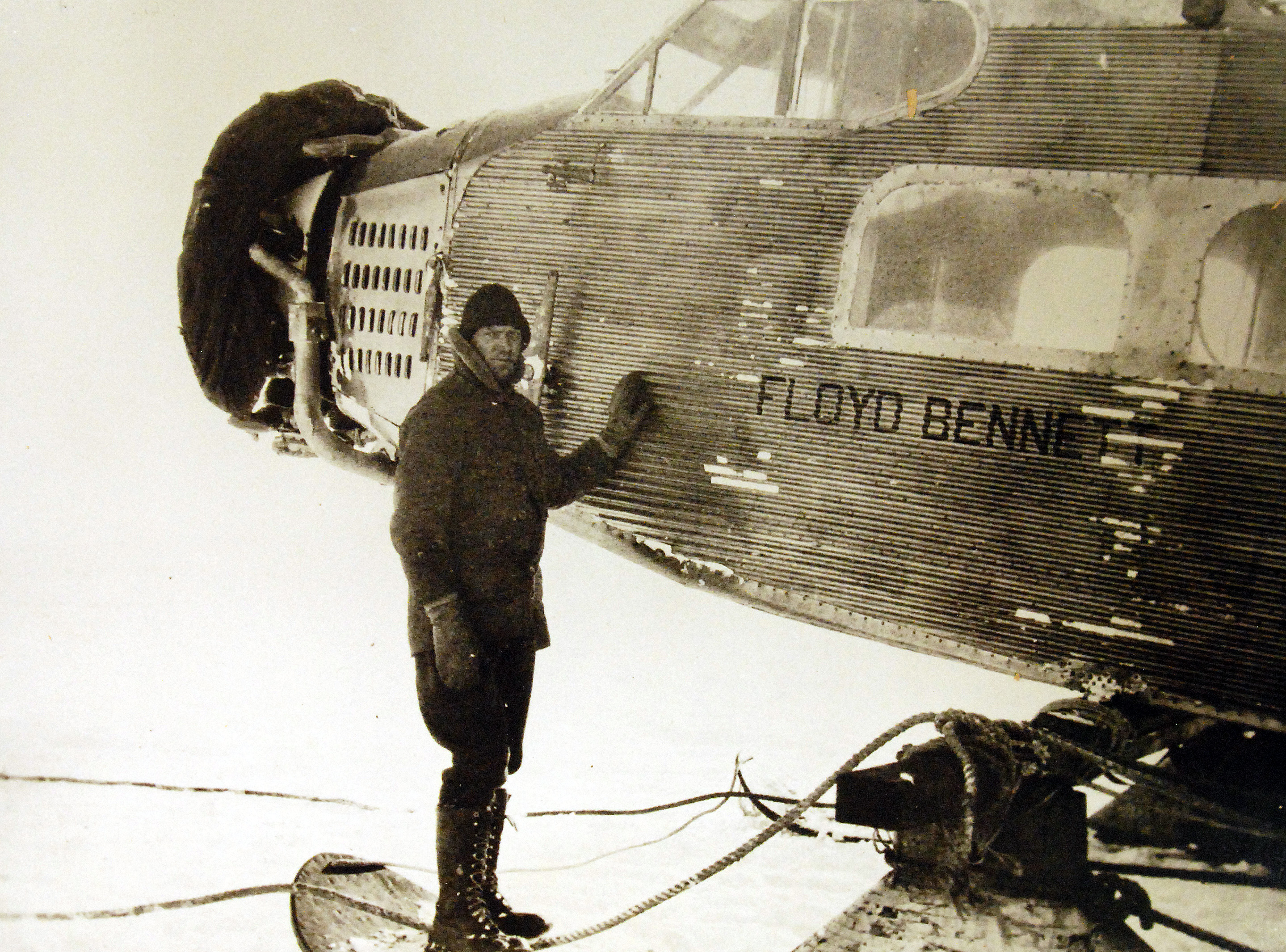
Richard Byrd przy swoim samolocie, kwiecień 1929

W 1928 rozpoczął wyprawę nad Antarktydę, w której brały udział dwa statki i trzy samoloty. Na Lodowcu Szelfowym Rossa została wybudowana baza Little America, z której wyruszały wyprawy prowadzące badania geologiczne oraz wykonujące zdjęcia lotnicze. 29 listopada 1929 odbył się słynny lot nad biegunem południowym. Richard Byrd, drugi pilot Bernt Balchen, łącznościowiec Harold June i fotograf Ashley McKinley dolecieli samolotem Floyd Bennet nad biegun i z powrotem w 18 godzin i 41 minut. Pomimo problemów w czasie lotu osiągnęli sukces. Dalsze badania w bazie trwały aż do 18 czerwca 1930, kiedy to cała ekspedycja powróciła do Stanów Zjednoczonych. O wydarzeniach tych opowiada film With Byrd at the South Pole, który w 1931 roku zdobył Oscara za najlepsze zdjęcia.
Byrd przedsięwziął następnie cztery dalsze wyprawy na biegun południowy: w latach 1933–1935, 1939–1941 i 1946–1947 (operacja Highjump), 1955–1956 (operacja Deep Freeze).
Za swoje zasługi, a także osobistą odwagę podczas ekspedycji, przejawiającą się w ratowaniu życia innych, Byrd został uhonorowany wieloma odznaczeniami.
Zmarł 11 marca 1957 w Bostonie w stanie Massachusetts. Został pochowany na Narodowym Cmentarzu w Arlington w stanie Wirginia. Na jego cześć nazwano otwartą w 1957 roku stację antarktyczną.

## Odznaczenia
- Medal Honoru (1926)
- Krzyż Marynarki

Herb Richarda Byrda

- Medal Marynarki Wojennej za Wybitną Służbę – dwukrotnie
- Legia Zasługi – dwukrotnie
- Zaszczytny Krzyż Lotniczy (1926)
- Medal Pochwalny – trzykrotnie
- Srebrny Medal za Uratowanie Życia (1914)
- Medal Zwycięstwa I Wojny Światowej z trzema klamrami bitewnymi
- Medal Kampanii Amerykańskiej
- Medal Kampanii Azji-Pacyfiku
- Medal Kampanii Europy-Afryki-Bliskiego Wschodu
- Medal Zwycięstwa w II Wojnie Światowej
- Byrd Antarctic Expedition Medal (1928–1930)
- Second Byrd Antarctic Expedition Medal
- United States Antarctic Expedition Medal (1939–1941)
- Antarctica Service Medal (pośmiertnie, 1960)
- Oficer Legii Honorowej (Francja)